# 1908 no desporto

## Eventos

### Futebol
- 9 de março - Fundação do Inter de Milão de Milão, da Itália.[1]
- 25 de março - Fundação do Clube Atlético Mineiro de Belo Horizonte, do estado de Minas Gerais.[2]
- 1 de abril - Fundação do Club Atlético San Lorenzo de Almagro de Boedo, da Argentina.[3]
- 28 de junho - Fundação do Villa Nova Atlético Clube de Nova Lima, de Belo Horizonte, primeiro clube de futebol a se tornar profissional e o segundo mais antigo de Minas Gerais.[4]
- 19 de julho - Fundação do Feyenoord de Roterdã, Holanda.[5]
- 9 de agosto - O Esporte Clube Vitória conquista seu primeiro título baiano.
- 2 de outubro - Primeira vitória do Benfica frente ao Sporting. 2-0 no Campo da Feiteira.
- 11 de outubro - Fundação do Esporte Clube Pelotas de Pelotas, do estado do Rio Grande do Sul.[6]
- 15 de novembro - Fundação do Barra Mansa Futebol Clube de Barra Mansa, do estado do Rio de Janeiro.[7]

### Jogos Olímpicos
- 27 de abril - Abertura dos IV Jogos Olímpicos de Verão de 1908 em Londres.

### Xadrez
- 30 de setembro - Lasker vence Tarrasch na 8ª edição do Campeonato Mundial de Xadrez e mantém o título de campeão.[8]

## Nascimentos
| Data            | Nome                    | Profissão                      | Nacionalidade            | Observações | Ref    |
| --------------- | ----------------------- | ------------------------------ | ------------------------ | ----------- | ------ |
| 7 de janeiro    | Constance Wilson-Samuel | patinadora artística           | Canadá                   | m. 1963     | [ 9 ]  |
| 8 de fevereiro  | Joaquim Fiúza           | velejador                      | Portugal                 | m. 2010     | [ 10 ] |
| 27 de fevereiro | Pierre Brunet           | remador                        | França                   | m. 1979     | [ 11 ] |
| 19 de maio      | Percy Williams          | atleta, velocista              | Canadá                   | m. 1982     | [ 12 ] |
| 28 de maio      | Vicente Matheus         | ex-presidente e empresário     | Brasil · Espanha (nasc.) | m. 1997     | [ 13 ] |
| 10 de agosto    | Lauri Lehtinen          | atleta, fundista               | Finlândia                | m. 1973     | [ 14 ] |
| 9 de setembro   | John Heaton             | piloto de skeleton e bobsleigh | Estados Unidos           | m. 1976     | [ 15 ] |
| 14 de setembro  | Cecil Smith             | patinadora artística           | Canadá                   | m. 1997     | [ 16 ] |
| 15 de outubro   | José Maria Nicolau      | ciclista                       | Portugal                 | m. 1969     | [ 17 ] |

## Mortes
| Data          | Nome             | Profissão        | Nacionalidade  | Observações | Ref    |
| ------------- | ---------------- | ---------------- | -------------- | ----------- | ------ |
| 25 de janeiro | Mikhail Chigorin | enxadrista       | Império Russo  | n. 1850     | [ 18 ] |
| 11 de abril   | Henry Bird       | enxadrista       | Reino Unido    | n. 1830     | [ 19 ] |
| 11 de julho   | Friedrich Traun  | tenista e atleta | Império Alemão | n. 1876     | [ 20 ] |